# باشگاه فوتبال ال فارولیتو
ال فارولیتو یک باشگاه فوتبال آماتور مستقر در سان فرانسیسکو، کالیفرنیا است. این تیم در حال حاضر در لیگ برتر فوتبال ملی (نی‌پی‌اس‌ال) بازی می‌کند، که عموماً به عنوان رده چهارم فوتبال ایالات متحده در کنفرانس گلدن گیت در نظر گرفته می‌شود. این تیم بیشتر به خاطر قهرمانی جام یو اس اوپن ۱۹۹۳ با نام قبلی خود، دپورتیوو مکزیکو شناخته شده است.